# Joseph Schroeder
Josef Schroeder (* 7. Januar 1879; † 15. Mai 1935) war ein deutscher römisch-katholischer Geistlicher. 

## Leben
Schröder war Geistlicher Rektor in Köln und Generalsekretär des Deutschen Vereins vom Heiligen Lande.
Am 2. Oktober 1925 wurde er in Jerusalem durch Luigi Barlassina, Lateinischer Patriarch von Jerusalem und ständiger Administrator des Ritterordens vom Heiligen Grab zu Jerusalem in den Ritterorden vom Heiligen Grab aufgenommen. Er gehörte der Komturei Köln in der Rheinisch-Westfälischen Ordensprovinz an. Von 1933 bis 1935 war er Kanzler der Deutschen Statthalterei.

## Schriften
- Mit dem Peer Gynt ins Heilige Land: Erlebnisse und Eindrücke einer Palästina-Pilgerfahrt, Selbstverlag des Deutschen Vereins vom Heiligen Lande Köln 1927